# Johnny Broers
Johnny Broers (Maartensdijk, 9 april 1959) is een voormalig Nederlands wielrenner. Hij was beroepsrenner tussen 1981 en 1986 en in 1988 en werkte vooral als 'knecht'. Meest aansprekende uitslag van Broers was een derde plaats in de Amstel Gold Race van 1985. Broers was een renner die bekendstond als stilist. Na zijn periode als beroepsrenner reed Broers nog vele jaren zeer succesvol als amateur.
Zijn zoon, Remco Broers, reed een seizoen voor Rabobank Continental Team.

## Belangrijkste overwinning
1980
- 7e etappe Olympia's Tour
- Omloop Het Volk (Beloften)

1987
- Ronde van Midden-Nederland

## Resultaten in voornaamste wedstrijden
| Jaar | Ronde van Italië | Ronde van Frankrijk | Ronde van Spanje |
| ---- | ---------------- | ------------------- | ---------------- |
| 1981 |                  | 113e                |                  |
| 1982 |                  | opgave              | 28e              |
| 1983 |                  |                     |                  |
| 1985 |                  |                     |                  |
| 1986 |                  |                     |                  |
| 1988 |                  |                     |                  |

| Jaar | Milaan-San Remo | Gent-Wevelgem | Amstel Gold Race | Luik-Bast.‑Luik | Parijs-Tours | Parijs-Brussel | Brabantse Pijl |
| ---- | --------------- | ------------- | ---------------- | --------------- | ------------ | -------------- | -------------- |
| 1981 | 57e             | 117e          | 54e              |                 | 43e          |                | Brons          |
| 1982 |                 |               |                  |                 |              |                |                |
| 1983 |                 |               |                  | 51e             |              |                |                |
| 1985 | 47e             |               | ↑                |                 |              |                |                |
| 1986 |                 |               | 23e              | 36e             |              |                |                |
| 1988 |                 | 68e           | 49e              | 46e             |              | 63e            |                |